# Vlaamse Gebarentaal
Die Vlaamse Gebarentaal (VGT, Flämische Gebärdensprache) ist eine Gebärdensprache in Belgien. Sie ist eng mit der Französisch-Belgischen Gebärdensprache verwandt, die beiden Sprachen werden jedoch heute allgemein als eigenständige Sprachen anerkannt. Schätzungen zufolge gibt es etwa 6.000 Gebärdensprachbenutzer.
Die VGT zählt zu den Französischen Gebärdensprachen, da die ersten Gehörlosenlehrer direkt oder indirekt von der französischen Methode Abbe l’Epées (und damit von der Französischen Gebärdensprache) in Paris oder den Niederlanden beeinflusst wurden. Später gab es in jeder größeren Stadt in Flandern eine Gehörlosenschule. Die meisten Schulen waren Internatsschulen und die Schüler gingen nur in den Ferien nach Hause, später auch an den Wochenenden. Infolgedessen begannen sich rund um jede Schule regionale Varianten (Westflandern, Ostflandern, Antwerpen, Flämisch-Brabant und Limburg) der Gebärdensprache zu entwickeln.
Der Föderalisierungsprozess 1977 bzw. 1993 in Belgien entlang ethnischer Grenzen wie Flamen oder Wallonen ist ein weiterer Aspekt, der die Gebärdensprache beeinflusst. Heute gehört jeder Belgier einer bestimmten Sprachgruppe an, und das Gleiche gilt für Gehörlose. Kulturelle Aktivitäten werden seitdem getrennt organisiert und die flämischen und wallonischen Gehörlosenvereine werden aus unterschiedlichen Quellen subventioniert. Kontakte zwischen flämischen und wallonischen Gehörlosen werden immer seltener. Dies wirkt sich auf die Entwicklung der Gebärdensprachen in beiden Gemeinschaften aus, die im Zuge getrennter Standardisierungsprozesse immer weiter auseinandergehen. Daher hat sich der Name der Gebärdensprache im Laufe der Zeit geändert. Aus Belgische Gebärdensprache wurde Flämisch-Belgische Gebärdensprache, woraus sich später auf flämischer Seite die heute bevorzugte Flämische Gebärdensprache entwickelte. Auf wallonischer Seite wurde aus Französisch-Belgische Gebärdensprache die „Wallonische Gebärdensprache“.
Am 26. April 2006 erkannte das flämische Parlament die Flämische Gebärdensprache einstimmig als Sprache in Flandern an.
In Flandern wurden die ehemaligen Gehörlosenschulen oder -institute in der Regel in Bildungseinrichtungen für eine etwas breitere Zielgruppe umgewandelt:
- taub und schwerhörig
- sprachbehinderte Kinder
- andere Schüler mit einer tiefgreifenden Entwicklungsstörung wie Autismus und Asperger-Syndrom.

Die Aufgabe dieser Einrichtungen hat sich neben der nach wie vor bestehenden Bildungsarbeit für die genannten Zielgruppen zunehmend auf die Unterstützung anderer Einrichtungen verlagert, die sich mit der Bildung und Integration gehörloser und schwerhöriger Menschen befassen. Insbesondere die integrierte Bildung (geïntegreerd onderwijs – gon), bei der der reguläre Unterricht von einer spezialisierten Einrichtung beaufsichtigt wird, hat sich seit dem Ende des 20. Jahrhunderts stark entwickelt. Dieser Trend ist auch in den Niederlanden spürbar und wird durch die sinkenden Schülerzahlen befeuert.
Innerhalb der Einrichtung Kasterlinden (Rizinuslinden) wird ein zweisprachiger, bikultureller Ansatz gewählt. Sowohl Niederländisch als auch VGT werden als Unterrichtssprache verwendet und als Unterrichtsfach unterrichtet.
Einige Beispiele:
- Koninklijk Instituut voor Doven en Spraakgestoorden in Hasselt
- Koninklijk Instituut Woluwe in Woluwe-Saint-Lambert
- Rizinuslinden in Sint-Agatha-Berchem
- Sint-Gregoriusinstituut in Gentbrugge
- Koninklijk Instituut Spermalie in Brügge